# Duane Allman
Howard Duane Allman (20. november 1946 – 29. oktober 1971) var en amerikansk guitarist og studiemusiker.
Allman er kendt for både sine slideguitar- og improvisoriske evner. I 2003 placerede musikmagasinet Rolling Stone ham som nummer to på deres liste over de største guitarister nogensinde, efter Jimi Hendrix.
Sammen med sin bror, Gregg, grundlagde og ledede han gruppen The Allman Brothers Band.  Han spillede også en stor rolle i tilblivelsen af albummet Layla and Other Assorted Love Songs fra 1970 af Derek and the Dominos, med Eric Clapton som frontfigur. 
Duane Allman blev dræbt i en motorcykelulykke nogle få måneder efter udgivelsen af det succesrige album At Fillmore East.

## Reference
1. ↑  Navnet er anført på bokmål og stammer fra Wikidata hvor navnet endnu ikke findes på dansk.
2. ↑  Navnet er anført på bokmål og stammer fra Wikidata hvor navnet endnu ikke findes på dansk.
3. ↑  Rolling Stone (2006). "Rolling Stone: The 100 Greatest Guitarists of All Time" (html). RealNetworks, Inc. Arkiveret fra originalen 25. november 2006. Hentet 2006-11-26.

## Ekstern henvisning
- Hjemmeside om Duane Allman Arkiveret 23. juli 2011 hos  Wayback Machine